# (467187) 2016 EH118
(467187) 2016 EH118 es un asteroide perteneciente al cinturón de asteroides, descubierto el 7 de abril de 2006 por el equipo Spacewatch desde el Observatorio Nacional de Kitt Peak (Arizona, Estados Unidos).